# فاحشه بابل
فاحشهٔ بابل یا روسپی بابل (به انگلیسی: Whore of Babylon) یا بابل کبیر (به انگلیسی: Babylon the Great) یک شخصیت شیطانی در دیدگاه مسیحی است که در مکاشفهٔ یوحنا از او نامبرده شده‌است و با مسائل آخرالزمان مرتبط است. لقب او «بابل کبیر، مادر فاحشگان و گناهان روی زمین» (یونانی: Βαβυλὼν ἡ μεγάλη, ἡ μήτηρ τῶν πορνῶν καὶ τῶν βδελυγμάτων τῆς γῆς) است.

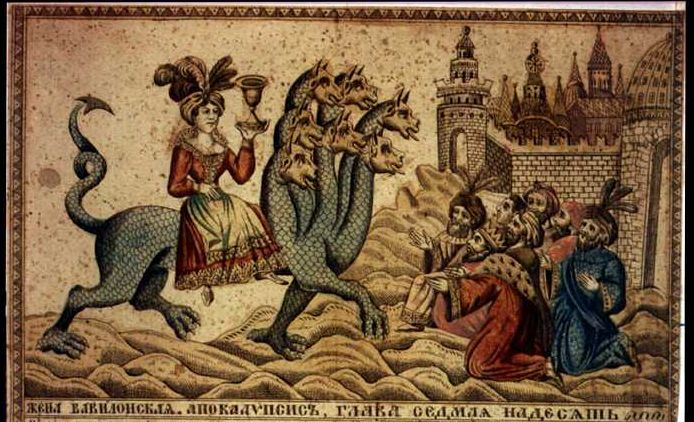
نقاشی روسی از فاحشهٔ بابل در سال ۱۸۰۰ میلادی

## در مکاشفه یوحنا

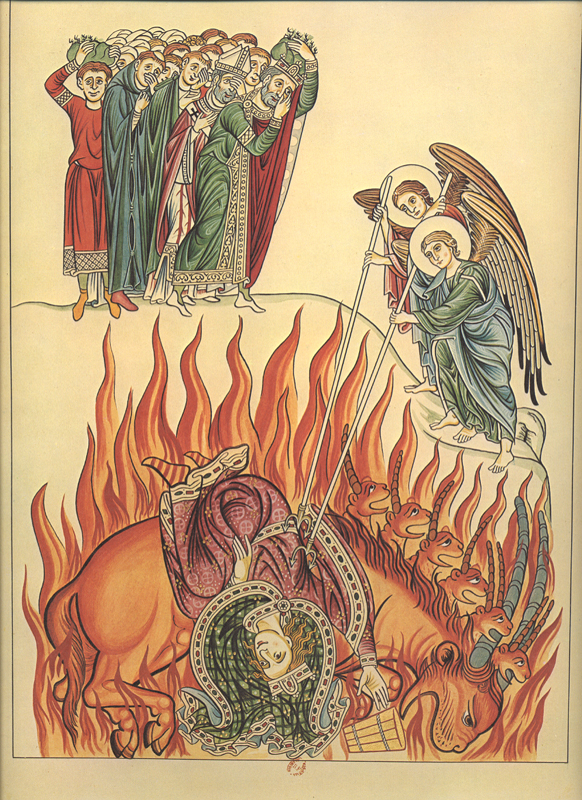
فاحشه بابل در نقاشی هراد ون لندزبرگ سال ۱۱۸۰ میلادی.

فاحشه کبیر در فصل ۱۷ و ۱۸ کتاب مکاشفه یوحنا نامبرده شده‌است.

## معنی
فاحشه کبیر با شخصیت ضد مسیح در ارتباط است که پادشاهی شیطانی در زمین برقرار خواهد ساخت (لغت فاحشه را می‌توان در این آیات به عنوان بت‌پرست نیز در نظر گرفت). فاحشه به دست هیولای هفت سر و ده شاخ نابود خواهد شد. در مورد معانی این فاحشه تفاسیر بسیار زیاد و بعضی اوقات متناقضی در متون مسیحی وجود دارد.

## تفسیرها

### روم وامپراتوری روم
بعضی محققین کتاب مقدس اعتقاد دارند که فاحشه بزرگ مرتبط با روم بت‌پرست و جنگ آن با مسیحیت اولیه تا قبل از دستور سال ۳۱۳ میلادی دارد. بعضی خصوصیات فاحشه با خصوصیات روم نظیر خشونت، طمع و بت‌پرستی یکسان است.

### اورشلیم زمینی
بعضی دیگر از محققین معتقدند که فاحشه کبیر به نیروی خارجی رومیها اشاره نمی‌کند بلکه به عروسی اشاره می‌کند که خیانت کرده و با اینکه از ملکه بودن اخراج شده‌است به صورت دروغین ادعای ملکه بودن می‌کند. در این دیدگاه هفت کوه مورد اشاره هفت تپه اورشلیم هستند و سقوط بابل به سقوط اورشلیم در سال ۷۰ میلادی اشاره می‌کند. لباس فاحشه بابل نیز شباهتی به لباس کاهن اعظم اورشلیم دارد. در کتاب انجیل متی فصل ۲۳ و انجیل لوقا فصل ۱۱ عیسی گناه خون کشتن پیامبران و سنتها را به گردن فریسیان و شهر اورشلیم می‌اندازد. در مکاشفه یوحنا نیز در فصل ۱۷ و ۱۸ عیناً همین اتهام ولی اینبار به بابل نوشته شده‌است. این صحبت با صحبت عیسی که گفته‌است «این ممکن نیست که پیامبری در بیرون اورشلیم کشته شود.» (لوقا ۱۳:۳۳) نشاندهنده ارتباط بابل با اورشلیم است.

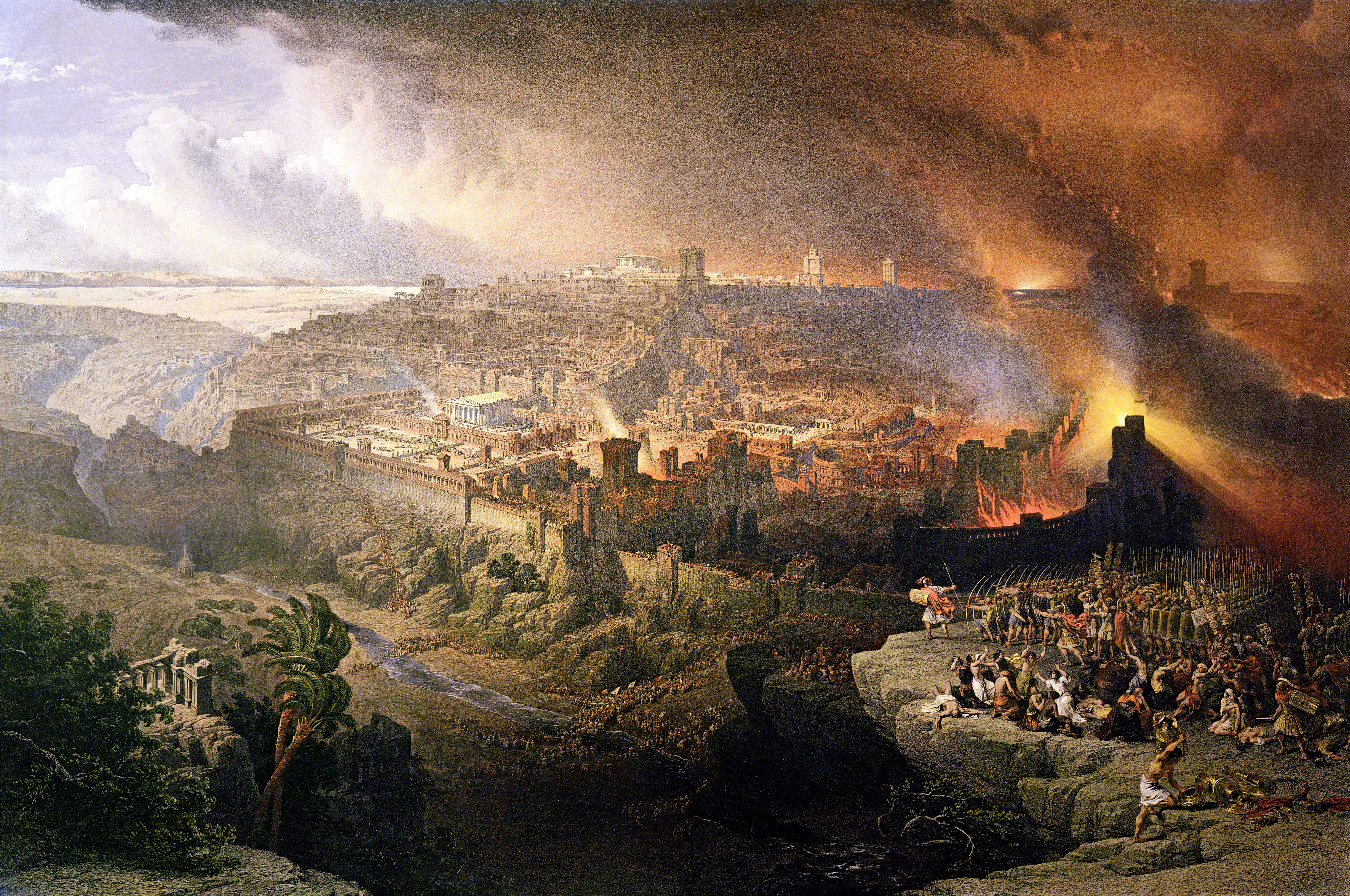
محاصره اورشلیم و نابودی آن در سال ۷۰ میلادی، نقاشی دیوید رابرتز سال ۱۸۵۰ میلادی.

### کلیسای کاتولیک
بسیاری پروتستانها و مسیحیان غیر کاتولیک معتقدند که فاحشه بابل همان کلیسای کاتولیک و پاپ هستند. این دیدگاه توسط بسیاری سران جنبش پروتستانیسم نظیر مارتین لوتر، جان کالوین و جان ناکس تأیید شده‌است. ارتباط هفت کوه بابل با شهر رم نیز مورد اشاره قرار گرفته‌است زیرا شهر رم به عنوان شهر هفت تپه شناخته می‌شده‌است.

### امپراتوری جهانی دین غلط
بعضی مسیحیان اعتقاد دارند که فاحشه بابل امپراتوری جهانی است که دین غلط را ترویج می‌کند. از این رو این دین با اینکه ظاهراً اعلام می‌کند که از تعالیم مسیحیت واقعی پیروی می‌کند ولی تعالیم آن با تعالیم واقعی کتاب در تضاد خواهند بود.